# Eupelmus xanthotarsus
Eupelmus xanthotarsus is een vliesvleugelig insect uit de familie Eupelmidae. De wetenschappelijke naam is voor het eerst geldig gepubliceerd in 1910 door Perkins.